# Rauf Rashid Abd al-Rahman

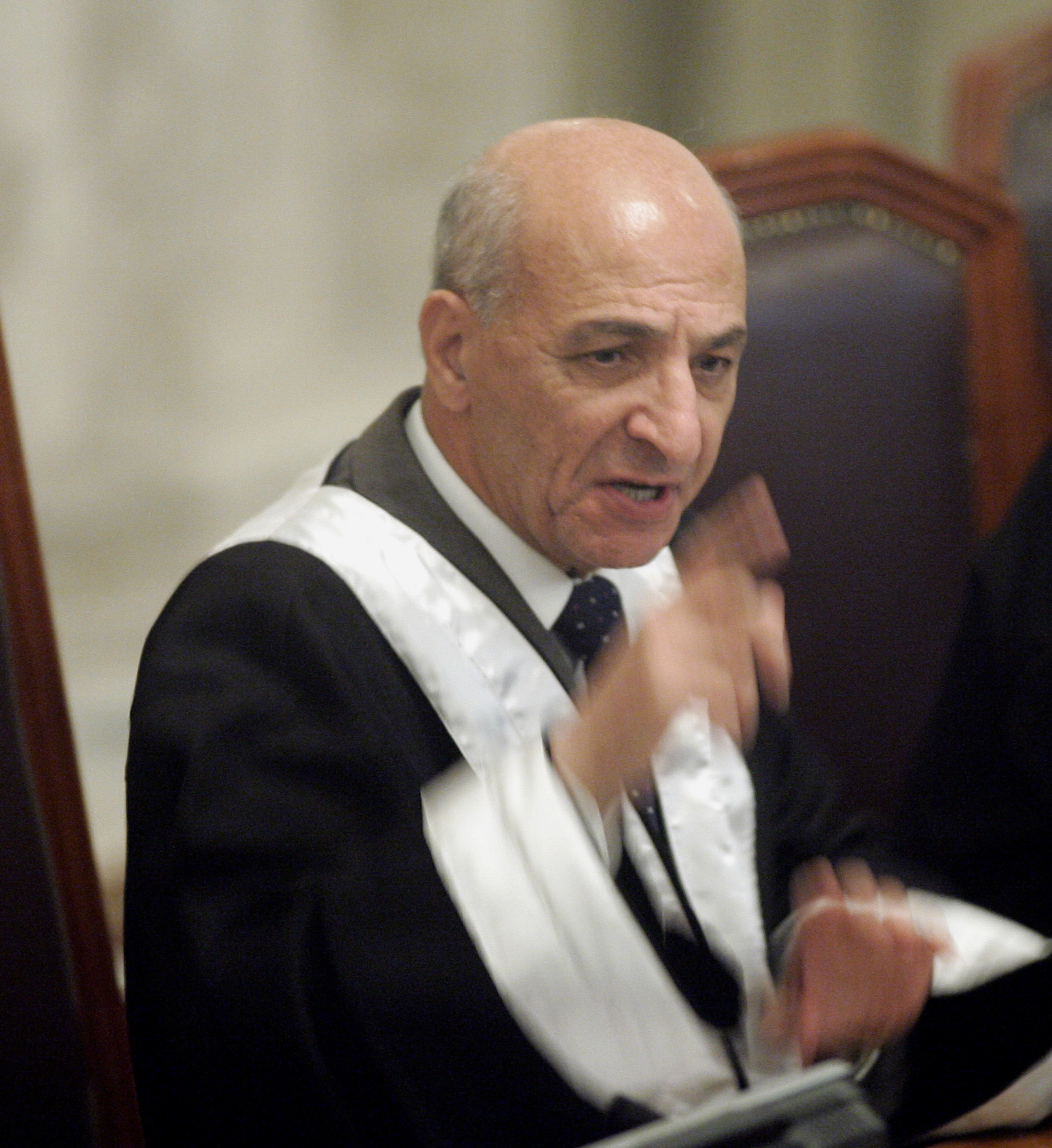
Rauf Rashid Abd al-Rahman

Rauf Rashid Abd al-Rahman (Arabisch: رؤوف رشيد عبد الرحمن) (ca. 1941) was de interim-rechter van het Iraaks Speciaal Tribunaal in de Dujail-rechtszaak.
Rahman is van origine een Koerd, geboren in Halabja, de stad die in 1988 getroffen werd door een gifgasaanval. Hij verving Rizgar Mohammed Amin als rechter op 23 januari 2006. Deze werd afgezet omdat hij volgens de Iraakse media "té mild was jegens aangeklaagden die in de rechtbank in woede uitbarstten".
Rahman sprak op 5 november 2006 de doodstraf uit tegen de oud-dictator Saddam Hoessein.
Begin maart 2007 werd via de Arabische zender al-Jazeera bekend dat Rahman politiek asiel had aangevraagd in het Verenigd Koninkrijk, nadat hij eind 2006 op een toeristenvisum het land binnen was gekomen.
Op 16 juni 2014 werd gemeld dat Abd al-Rahman door ISIS-rebellen was gevangengenomen. Twee dagen later zou hij naar verluidt door hen zijn geëxecuteerd. Een familielid van Abd-al-Rahman en Nariman Talib Moryasi, woordvoerder van de Koerdische Regionale Overheid, zeiden later tegen de Koerdische nieuwssite Rudaw.net dat hij nog in leven was.